# 톰 마이슨
톰 마이슨(Tom Mison, 1982년 7월 23일 ~ )은 잉글랜드의 배우이다.

## 출연 작품
- 슬리피 할로우 2 (2014)
- 자두 (2013)
- 슬리피 할로우 (2013)
- 퍼레이즈 엔드 (2012)
- 스타즈 인 쇼츠 (2012)
- 사막에서 연어낚시 (2011)
- 원 데이 (2011)
- 스티브 (2010)
- 수어사이드 브라더스 (2009)
- 오만과 편견 다시쓰기 (2008)
- 비너스 (2006)
- 미스티어리어스 아일랜드 (2005)